# Microstylum ricardoae
Microstylum ricardoae là một loài ruồi trong họ Asilidae. Microstylum ricardoae được Oldroyd miêu tả năm 1970. Loài này phân bố ở vùng nhiệt đới châu Phi.